# HMS Alfred
Le HMS Alfred est un vaisseau de 74 canons en service dans la Royal Navy à la fin du XVIIIe siècle et au début du XIXe siècle.

## Conception et construction
Le HMS Alfred est la tête de ligne de la classe Alfred. Il est lancé le 22 octobre 1778 à Chatham.

## Service actif
Le HMS Alfred prend part aux guerres d'indépendance américaine et de la Révolution française.
Il combat à la bataille du 13 prairial an II où ses chaloupes permettent de secourir une partie de l'équipage du Vengeur du Peuple.

## Dernières années
Il est démoli en 1814.